# Municipalità di Varakļāni
La municipalità di Varakļāni (in lettone Varakļānu novads) è una delle trentasei municipalità della Lettonia. È situata nell'est del Paese, nella regione storica della Letgallia. Il capoluogo è Varakļāni.
Con la riforma amministrativa del 2021, Varakļāni avrebbe dovuto essere accorpato alla municipalità di Rēzekne. Dopo alcune proteste da parte dei residenti, molti dei quali a favore di una municipalità autonoma o dell'accorpamento alla municipalità di Madona, il consiglio comunale presentò un ricorso alla Corte Costituzionale, che nel maggio 2021 dichiarò incostituzionale l'accorpamento. Il 31 maggio 2021 però, la Saeima votò per confermare l'accorpamento, facendo intervenire il Presidente della Repubblica Egils Levits per scongiurare una crisi istituzionale. Alla fine fu deciso di rinviare la decisione definitiva al 2025 e di tenere quindi nel frattempo delle elezioni per Varakļāni come municipalità autonoma.

## Suddivisione
La municipalità comprende la città di Varakļāni e 2 parrocchie (Varakļāni e Murmastiene).